# Uma Aprendizagem ou O Livro dos Prazeres
Uma Aprendizagem ou O Livro dos Prazeres é o sexto romance da escritora brasileira Clarice Lispector, publicado em 1969.

## Enredo
O livro acompanha o relacionamento amoroso entre Loreley (Lóri), uma professora primária, e Ulisses, um professor de filosofia.
A tensão entre os dois, que tem objetivos e desejos diferentes, leva a um processo de aprendizagem e de autodescoberta.

## Estilo
Uma Aprendizagem ou O Livro dos Prazeres começa com uma vírgula:
"
, estando tão ocupada, viera das compras de casa que a empregada fizera às pressas porque cada vez mais matava serviço..."
A inusitada introdução é apontada, pelo crítico Benedito Nunes, como uma indicação de que o romance deve ser lido como uma continuação das obras anteriores de Clarice Lispector, em especial de A Paixão segundo G.H. (1964), que por sua vez termina com dois pontos:
Fragmentos do texto já haviam sido publicados, com variações, entre os anos de 1967 e 1969, sob a forma de crônicas que a romancista escrevia para o Jornal do Brasil.

## Prêmios
- Golfinho de Ouro do Museu da Imagem e do Som[5]

## Outras Mídias
Uma Aprendizagem ou o Livro dos Prazeres é o tema do 10º episódio de Tudo que é Sólido Pode Derreter, série criada por Rafael Gomes e Esmir Filho, exibida pela TV Cultura e TV Brasil em 2009 e 2010, respectivamente. No episódio em questão, a protagonista Thereza embarca em um processo de autoconhecimento junto com Lóri, a protagonista do livro de Clarice. No enredo do episódio, ambas refletem sobre a vida e os sentimentos enquanto buscam compreender como lidar com a afeição cada vez maior por seus pares românticos, João Felipe e Ulisses, respectivamente. 